# Блок, Жан-Ришар
Жан-Ришар Блок (фр. Jean-Richard Bloch; 25 мая 1884, Париж — 15 марта 1947, там же) — французский писатель, драматург, литературный критик, общественный и театральный деятель, антифашист.

## Жизнь и творчество
Жан-Ришар Блок родился в Париже в обеспеченной семье. Его отец, Ришар Блок (1852-1933), выпускник Высшей политехнической школы и участник франко-прусской войны 1870 года, работал железнодорожным инженером на линии Париж — Орлеан, а впоследствии стал директором управления железнодорожной компании. Мать Луиза Леви (1858-1944) происходила из Лотарингии, из семьи горного инженера. У Жана-Ришара было двое братьев — старший Марсель и младший Пьер, которые, как и отец, получили техническое образование. Впрочем, Пьер со временем стал писателем (под псевдонимом Пьер Абраам, Pierre Abraham), как и Жан-Ришар, который с детства увлекался литературой и музыкой. Ещё в детстве он начал писать стихи и рассказы, вместе со своим ровесником Марселем Коэном редактировал газету, выпускавшуюся в лицее Кондорсе.
В 18-летнем возрасте Жан-Ришар Блок отправился на военную службу, по окончании которой поступил в Сорбонну. Поскольку экзамены на филологический факультет были провалены, он стал изучать историю и географию и получил диплом преподавателя. В университете Блок серьёзно увлекся социалистическими идеями, примкнув к группе студентов, близкой к Объединенной социалистической партии. За два года до окончания обучения он познакомился с Маргерит Эрзог (1886-1975) — сестрой будущего писателя Андре Моруа. Она стала женой Блока, в последующие годы у них родилось 5 детей — 4 дочери и сын.
В 1907 году Блок с женой переехал в Лон-ле-Сонье в департаменте Юра, где молодой учитель получил работу в лицее. Вскоре они перебрались в Пуатье, где обосновались на многие годы. В 1910 году Блок основал в Пуатье журнал «Эффор» (позднее «Эффор либр»), с которым сотрудничали Ромен Роллан, Роже Мартен дю Гар, Шарль Вильдрак, Жюль Ромен, Жорж Дюамель. В том же 1910 году Блок стал делегатом на съезд Объединенной социалистической партии, где познакомился с Жаном Жоресом. Одновременно он писал большое количество рассказов, новелл, эссе; в 1912 году вышел его первый сборник рассказов «Леви». В 1911 году Блок начал работу над большим романом «…и Компания», завершенным перед самым началом первой мировой войны.
Уже 4 августа 1914 года Блок вступает добровольцем в ряды французской армии. Как и другие социалисты, поддержавшие свои правительства, в то время он разделял патриотические представления о справедливости войны. Уже в сентябре 1914 года Блок получил первое пулевое ранение; спустя год, в чине младшего лейтенанта, он был ранен осколком снаряда в голову; наконец, летом 1916 года под Верденом он получает тяжелую контузию. Окончание войны он встретил в миланском госпитале, где проходил лечение от гриппа-испанки. Военный опыт лишил Блока иллюзий, он принял решение всеми силами бороться за мир и социальную справедливость, о чём заявил в программной статье «Молитва писателя» в начале 1919 года. Он поддержал решение большинства участников Турского съезда СФИО в декабре 1920 года присоединиться к Коминтерну, положив, таким образом, начало Французской компартии. В то же время он выступал против слепого коллективизма в условиях диктатуры пролетариата, за сохранение свободы и прав личности.
В 1921 году, чтобы поправить подорванное войной здоровье, Блок по совету друзей совершил путешествие на грузовом пароходе «Пантуар». Путевые очерки, которые он отправлял с каждой стоянки, публиковались в газете «Юманите», а позже вышли отдельным сборником «На грузовом пароходе» (1924). В 1920-е годы Блок переехал в Париж, где начал работать в издательстве «Ридер». Первое время он состоял в группе деятелей культуры Clarté, основанной Анри Барбюсом, однако в 1923 году он вышел из неё и вместе с Роменом Ролланом основал журнал «Эроп» (Europe), быстро завоевавший популярность. В 1925 году был опубликован новый роман Блока «Курдская ночь», испытавший влияние сюрреализма. В 1932 году вышел его последний роман «Сибилла».
Первые творческие опыты Блока в области драматургии относятся ещё ко времени до первой мировой войны: в 1911 году в театре «Одеон» была поставлена его пьеса «Беспокойная». В 1919—20 годах он создал драму «Последний император», поставленную в 1926 году Жемье и вошедшую в репертуар Народного национального театра в Трокадеро. В последующие годы Блок написал несколько либретто для балетов и ряд лирических музыкальных драм. В 1937 году Блок создал экспериментальный спектакль «Рождение города», поставленный в помещении Зимнего велодрома в рамках Всемирной выставки. Эта пьеса, задуманная в духе «народного театра», представляет собой скорее сценарий с указаниями для актеров и работников сцены и отражает мировые события того времени (экономический кризис, безработица, угроза войны). Декорации были созданы Фернаном Леже, музыка написана Дариусом Мийо и Артюром Онеггером. В военные годы Блок написал ещё несколько пьес, в том числе «Обыск в Париже» (1941) и «Тулон» (1943, посвящена затоплению французского флота его моряками). Заслугой Жана-Ришара Блока перед театром является в первую очередь создание нового типа реалистической драмы, построенной на документальной основе, получившей развитие во второй половине XX столетия.
В 1930-е годы, с обострением политической ситуации в Европе, публицистика заняла главное место в творчестве Блока. В августе—декабре 1934 года писатель в первый раз посетил СССР, где участвовал в работе Первого Всесоюзного съезда советских писателей, познакомился с Максимом Горьким и другими деятелями советской культуры. Это путешествие оказало большое влияние на взгляды Блока, который посвятил ряд публикаций своим впечатлениям от знакомства с Советским Союзом. После возвращения во Францию он активно участвовал в общественной жизни страны: стал одним из основателей Комитета бдительности интеллигентов-антифашистов, секретарем Ассоциации революционных писателей и артистов, одним из организаторов международных конгрессов писателей в защиту культуры.
С началом Гражданской войны в Испании, летом 1936 года, Блок отправился в эту страну, чтобы своими глазами увидеть события, которые, по его мнению, имели решающее значение для судеб Франции и Европы. Его репортажи и очерки, написанные по горячим следам, составили книгу «Испания, Испания!». В этот трудный период писатель принял решение вступить в ряды Французской коммунистической партии. В марте 1937 года Блок вместе с Луи Арагоном начал выпускать ежедневную вечернюю коммунистическую газету «Се суар», писал статьи для «Юманите», активно участвовал в деятельности французского Народного фронта.
После начала второй мировой войны компартия была запрещена, газета «Юманите» закрыта, был устроен процесс над депутатами-коммунистами. В 1940 году Блок вместе с физиком Полем Ланжевеном и деятелем рабочего движения Марселем Кашеном выступил в качестве свидетеля защиты. При приближении немецких войск Блок покинул Париж и пешком добрался до Пуатье, однако осенью вернулся в столицу, где участвовал в подпольной печати. Поскольку находиться на нелегальном положении становилось все опаснее, писатель принял решение вместе с женой покинуть родину и весной 1941 года прибыл в Москву. После нападения Германии на СССР он выступал по радио с еженедельными публицистическими комментариями, которые впоследствии составили сборник «От Франции преданной к Франции, взявшейся за оружие» (1949). За эту книгу в 1950 году писатель был посмертно награждён Золотой медалью Мира.
В декабре 1944 года Блок с женой вернулись в Париж (через Баку, Тегеран, Дамаск, Триполи и Алжир). Здесь они узнали, что их дочь Франс Серазен (France Bloch-Sérazin), как участница Движения сопротивления, была обезглавлена в Гамбурге; был казнен и её муж Фредо Серазен. 86-летняя мать Блока погибла в Освенциме, его сыну Мишелю удалось спастись благодаря партизанам. В Париже Блок вновь возглавил редакцию газеты «Се суар», стал одним из основателей общества «Франция — СССР», начал подготовку к изданию своих новых книг. В декабре 1946 года он был избран советником республики (Conseil de la République), что примерно соответствует современному сенатору. Его литературная и общественная деятельность была прервана внезапной смертью 15 марта 1947 года. Писатель был похоронен на кладбище Пер-Лашез в Париже.

## Произведения
- Lévy (сб. рассказов), 1912
- ... et Cie (роман), 1918
- Sur un cargo (книга путевых очерков), 1924
- La Nuit kurde (роман), 1925
- Le Dernier Empereur (пьеса), 1926
- Les Chasses de Renaut (сб. рассказов), 1927
- Destin du théâtre (сб. публицистики), 1930
- Destin du siècle (сб. публицистики), 1931
- Sybilla, 1932
- Offrande à la politique (сб. публицистики), 1933
- Naissance d’une culture (сб. публицистики), 1936
- Espagne! Espagne! (сб. очерков), 1936
- Toulon et autres pièces (пьесы), 1948
- De la France trahie à la France en armes (выступления по московскому радио в 1941—1944 годах), 1949

### Переводы на русский язык
- Тулон. Избранная публицистика. — М.: ГИХЛ, 1949.
- ...и Компания. — М.: Художественная литература, 1957.
- Ответственность таланта: Художественная публицистика. — М.: Прогресс, 1984.
- Избранное. — М.: Художественная литература, 1987.